# Vyšný Čaj
Vyšný Čaj (Hongaars: Felsőcsáj) is een Slowaakse gemeente in de regio Košice, en maakt deel uit van het district Košice-okolie.
Vyšný Čaj telt 310 inwoners.